# Monterey Pop
Pour plus de détails, voir Fiche technique et Distribution.
Monterey Pop est un film américain réalisé par D. A. Pennebaker, sorti en 1968, qui documente le Festival international de musique pop de Monterey, tenu l'année précédente à Monterey, en Californie.

## Fiche technique
- Réalisation : D. A. Pennebaker
- Montage : Nina Schulman
- Producteur : John Phillips & Lou Adler
- Distribution : Leacock Pennebaker
- Pays d’origine : États-Unis
- Langue : anglais
- Genre : Documentaire
- Durée : 79 minutes
- Date de sortie : 1968

## Chansons apparaissant dans le film
(par ordre d'apparition)
1. Combination of the Two – Big Brother and the Holding Company
2. San Francisco (Be Sure to Wear Flowers in Your Hair) – Scott McKenzie
3. Creeque Alley – The Mamas & the Papas
4. California Dreamin' – The Mamas & the Papas
5. Rollin’ and Tumblin’ – Canned Heat
6. The 59th Street Bridge Song (Feelin' Groovy) – Simon & Garfunkel
7. Bajabula Bonke (Healing Song) – Hugh Masekela
8. High Flyin' Bird – Jefferson Airplane
9. Today – Jefferson Airplane
10. Ball and Chain – Big Brother and The Holding Company
11. Paint It, Black – Eric Burdon & The Animals
12. My Generation – The Who
13. Section 43 – Country Joe and the Fish
14. Shake – Otis Redding
15. I've Been Loving You Too Long – Otis Redding
16. Wild Thing – The Jimi Hendrix Experience
17. Got a Feelin’ – The Mamas & the Papas
18. Dhun (Dadra and Fast Teental) – Ravi Shankar